# Битва при Туркестане (1508)
Битва при Туркестане (1508—1509)— вооружённое противостояние Казахского ханства и Бухарского ханства. Сражение происходило в Туркистане (ныне Южный Казахстан)

## Предыстория
В 1508 году по приказу шахиншаха Сефевидского государства Исмаила I была уничтожена гробница имама Абу Ханифы. Это событие вызвало широкий резонанс и негодование среди мусульман, особенно в Среднеазиатском регионе. Услышав эти новости, Казахский хан Бурундук и могульский правитель султан Мансур (внук Йунус-хана) решили выступить против Сефевидов. Они собрали войска и отправили посольство к правителю Бухарского ханства Мухаммеду Шейбани с предложением о совместном походе на кызылбашей:

«Отплати кызылбашам, мы тоже дадим тебе войско. Если откажешься, пропусти нас – мы пойдём и разберёмся с ними сами»

## Ход битвы
Эти известия достигли сына Мухаммеда Шайбани — Мухаммед Тимур-султана, самаркандского бека. Ранее он активно участвовал в походах своего отца против Казахского ханства и испытывал недоверие к казахским ханам, которые в прошлом, совместно с могольскими правителями, враждовали с узбек-шибанидами. Узнав о намерении Бурундук-хана и султана Мансура выступить против кызылбашей, Тимур-султан заподозрил их в попытке хитростью завладеть территорией Шейбанидов. В источнике говорится, что он вспылил, решив: 

«они хотят хитростью отобрать [у нас] нашу страну»
Опасаясь, Тимур-султан выступил с войском против Бурундук-хана. В последовавшем сражении казахское войско одержало верх. Тимур-султан потерпел поражение и отступил в Самарканд.

## Итоги
- Бурундук хан разбил Мухаммед Тимур-султана
- Отступление Мухаммед Тимур-султана в Самарканд

## Место битвы
Точное место сражения между войсками Бурундук-хана и Мухаммед Тимур-султана в источниках не указано. Однако известно, что оно произошло в пределах исторической области, известной как Туркестан. В средние века под этим названием понимался регион возле реки Сырдарьи, включавший такие города, как Сыгнак, Сауран, Ясы (ныне Туркестан), Отрар, Сайрам и другие.
Название «битва при Туркестане» следует понимать как указание на регион, а не на конкретный город. В ту эпоху Туркестаном называли обширную территорию, охватывавшую южные районы современного Казахстана и частично территории Узбекистана. Этот регион был важным культурным и политическим центром, где находились многочисленные города и крепости, играющие ключевую роль в истории Средней Азии.

## Источник
Эти события описаны в труде «Ottoman Document on the Activities of Burunduq Khan in the Early 16th Century» («Османский документ о деятельности Бурундук-хана в начале XVI века»). По мнению историков, документ был составлен дворцовыми чиновниками при дворе османского султана Баязида II.